# Никола Лончар
Никола Лончар (31 травня 1972) — югославський баскетболіст.
Срібний призер Олімпійських Ігор 1996 року.
Чемпіон Європи 1997 року, бронзовий призер 1999 року.
Чемпіон світу 1998 року.
Срібний призер чемпіонату Європи серед кадетів (U-16) 1989 року.